# Mozart (Guitry)
Pour les articles homonymes, voir Mozart (homonymie).

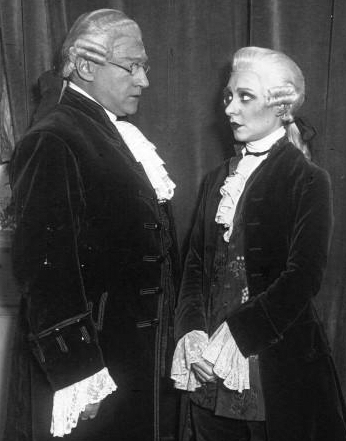
Sacha Guitry et Yvonne Printemps

Mozart est une comédie musicale en trois actes de Reynaldo Hahn, créée au théâtre Édouard VII le 1er décembre 1925.
Elle a notamment été interprétrée par Sacha Guitry.

## Distribution
- Léonce Dupré : Grimaud
- Germaine Gallois : madame d'Épinay
- Gaston Gerlys : Vestris
- Sacha Guitry : Grimm
- Madeleine Lebergy : Louise
- Marthe Lenclud : La Guimad
- René Maupré : le marquis de Chambreuil
- Édith Mérannes : mademoiselle de Saint Pons
- Yvonne Printemps : Mozart